# Baringin (Sosor Gadong)
Baringin is een bestuurslaag in het regentschap Tapanuli Tengah van de provincie Noord-Sumatra, Indonesië. Baringin telt 476 inwoners (volkstelling 2010).